# Роберто Дюран
Роберто Карлос Дюран Саман'єго (ісп. Roberto Carlos Duran Samaniego; нар. 16 червня 1951, Панама) — панамський професійний боксер, який виступав у другій найлегшій, напівлегкій, другій напівлегкій, легкій, першій напівсередній, напівсередній, першій середній, середній, другій середній та напівважкій вагових категоріях. Чемпіон світу в легкій (версія WBA, 1972-1978; версія WBC, 1978), напівсередній (версія WBC, 1980), першій середній (версія WBA, 1983) та середній (версія WBC, 1989) вагових категоріях. Загалом переміг 15 бійців (з них 12 нокаутом) за титул чемпіона світу в чотирьох вагових категоріях. Один з найсильніших боксерів 1970-х та 1980-х років. Був визнаний кращим легковаговиком ХХ століття. Багато авторитетних видань про бокс долучили Дюрана до 10 кращих боксерів усіх часів. Американський журнал The Ring, у 2002 році, поставив Дюрана на п'яте місце у списку 80-ти кращих боксерів за останні 80 років.

## Професіональна кар'єра
Дюран дебютував на професійному рингу в лютому 1968 року у віці 16 років. Здобув 31 перемогу поспіль, у тому числі здобув перемоги нокаутом над майбутнім чемпіоном у напівлегкій вазі Ернесто Марселем (Панама), колишнім чемпіоном у другій напівлегкій вазі Кобаясі Хіросі (Японія) і 26 червня 1972 року над чинним чемпіоном світу за версією WBA у легкій вазі Кеном Б'юкененом (Шотландія).
В своєму 32-му бою 17 листопада 1972 року зустрівся з Естебаном де Хесус (Пуерто-Рико) і несподівано зазнав першої в кар'єрі поразки одностайним рішенням суддів у десятираундовому бою. Журнал "Ринг" визнав результат поєдинку де Хесус — Дюран апсетом року. Але бій був не титульним, і панамець залишався чемпіоном у легкій вазі впродовж 1972-1978 років.

### Дюран проти Барклі
Бій між Роберто Дюраном і чемпіоном світу за версією WBC у середній вазі Айреном Барклі відбувся 24 лютого 1989 року. Американець вступив в бій явним фаворитом. До Дюрана, який розпочинав кар'єру з напівлегкої ваги, ще ніхто з тих, хто був чемпіоном світу у легкій вазі, не завойовував титул чемпіона у середній вазі. Дюран навіть не добрав більше кілограму до ліміту ваги на передматчовому зважуванні. Але вже у першому раунді панамець правим прямим потряс американця. Барклі намагався використати свою перевагу в габаритах, однак програвав досвідченому супернику і на ближній, і на дальній дистанції. Відчуваючи, що він програє, у четвертому раунді американець запропонував жорстокий розмін ударами, покладаючись на свою силу, але на його подив панамець прийняв рубку і навіть виглядав у ній краще.Та все ж, продовжуючи тиснути на претендента, чемпіон перехопив ініціативу в п'ятому-шостому раундах. В сьомому раунді вже Дюран пішов в рубку, і жодному з суперників не можна було дати перевагу. У восьмому раунді панамець в атаці припустився помилки і пропустив лівий боковий назустріч, але витримав його, хоч і провів решту раунду у захисті. Після спокійного дев'ятого раунду Дюран, відновившись, підняв темп у десятому, і Барклі почав поступатись, відчувши більшу втому, ніж його на дев'ять років старший супротивник. В одинадцятому раунді панамець серією потужних ударів надсилає чемпіона у важкий нокдаун. Барклі не зумів відновитися за час перерви і у дванадцятому раунді виглядав приреченим. І хоча один суддя якось побачив у цьому бою перемогу американця, двоє інших віддали її панамцю. Дюран переміг розділеним рішенням — 118-112, 116-112, 113-116. Бій між Айреном Барклі і Роберто Дюраном був визнаний боєм 1989 року за версією журналу «Ринг».